# Reux
Reux ist eine Gemeinde mit 406 Einwohnern (Stand: 1. Januar 2022) in der Normandie in Frankreich. Sie gehört zum Département Calvados, zum Arrondissement Lisieux und zum Kanton Pont-l’Évêque. Nachbargemeinden sind Saint-Étienne-la-Thillaye im Nordwesten, Saint-Martin-aux-Chartrains im Norden, Coudray-Rabut im Nordosten, Pont-l’Évêque im Osten, Saint-Hymer im Südosten und Clarbec im Südwesten und Beaumont-en-Auge im Westen.

## Bevölkerungsentwicklung
| Jahr      | 1962 | 1968 | 1975 | 1982 | 1990 | 1999 | 2007 | 2015 |
| --------- | ---- | ---- | ---- | ---- | ---- | ---- | ---- | ---- |
| Einwohner | 212  | 229  | 214  | 207  | 263  | 251  | 327  | 427  |

## Sehenswürdigkeiten
- Schloss von Reux (Château de Reux), Wohnsitz von David René de Rothschild.
- Kirche Saint-Étienne, seit 2015 als Monument historique ausgewiesen

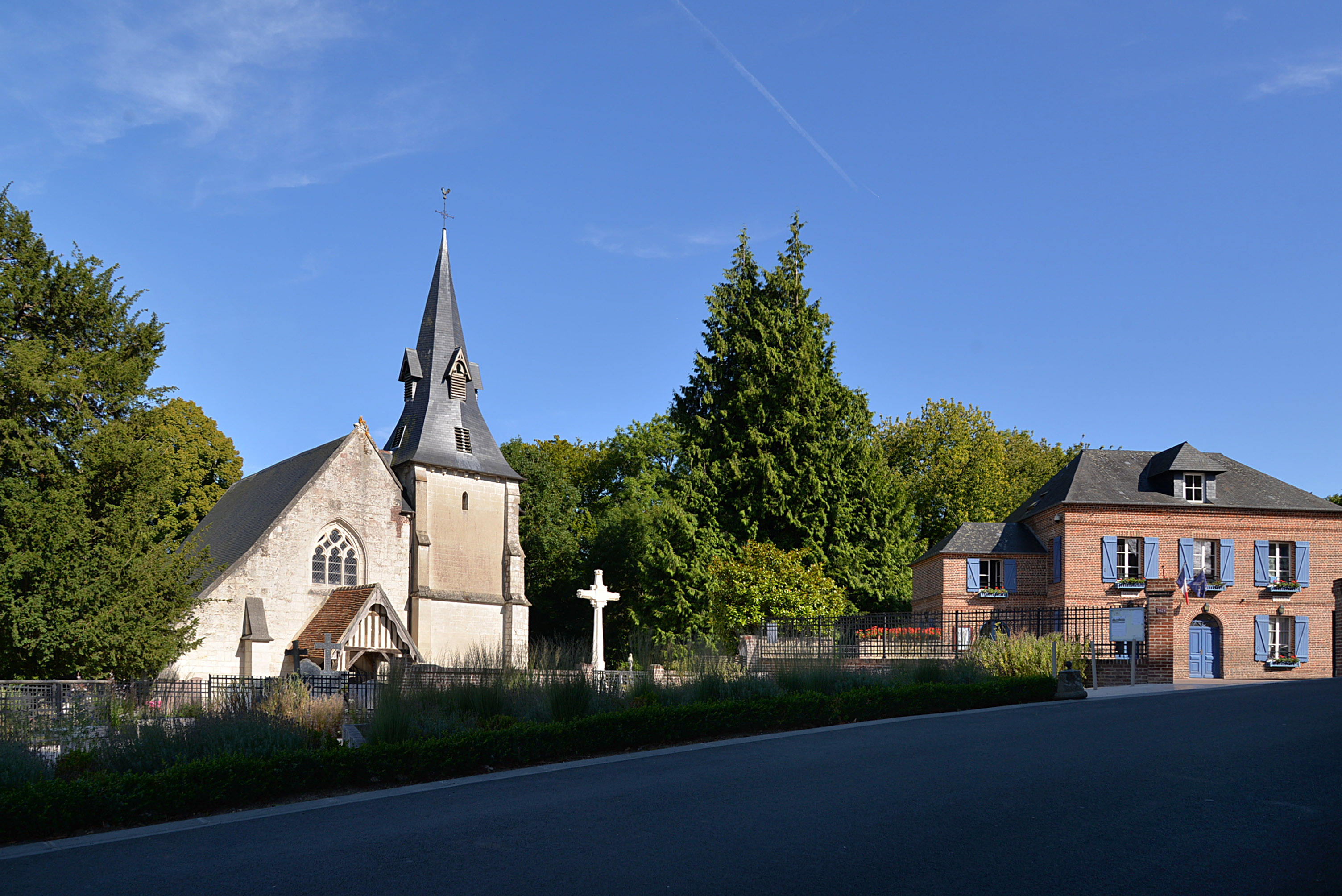
Kirche Saint-Étienne und Rathaus (Mairie)